# هوادهی آب
هوادهی آب یا هواافزایی آب (انگلیسی: Water aeration) یعنی افزودن اکسیژن به آب آشامیدنی. هرچند در برخی چشمه‌ها این کار به صورت طبیعی روی می‌دهد، نخستین بار افزودن اکسیژن به آب، به شکل تجربی برای بیماران در آستانه جراحی قلب به کار گرفته شد و به تدریج برخی تولیدکنندگان آب معدنی نیز (با عنوان آب غنی‌شده با اکسیژن) این کار را انجام دادند.

## خواص
به دلایل زیر به نظر می‌رسد این کار بیشتر جنبه تبلیغاتی دارد تا علمی:
چون جذب اکسیژن در دستگاه تنفس و ریه‌ها انجام می‌شود به نظر می‌رسد دستگاه گوارش نقشی در این مورد ندارد. از سوی دیگر اکسیژن حلالیت چندانی در آب ندارد و نمی‌توان حجم زیادی از آن را در آب حل کرد. همچنین ترکیب اکسیژن با آب نیز منجر به تولید آب اکسیژنه می‌شود که ترکیبی زیان‌بار است؛ لذا به نظر نمی‌رسد این میزان کم اکسیژن حل‌شده در آب، حتی در صورت جذب از طریق دستگاه گوارش، برای فرد بازده چندانی داشته باشد.